# Metallurg Novokuzneck

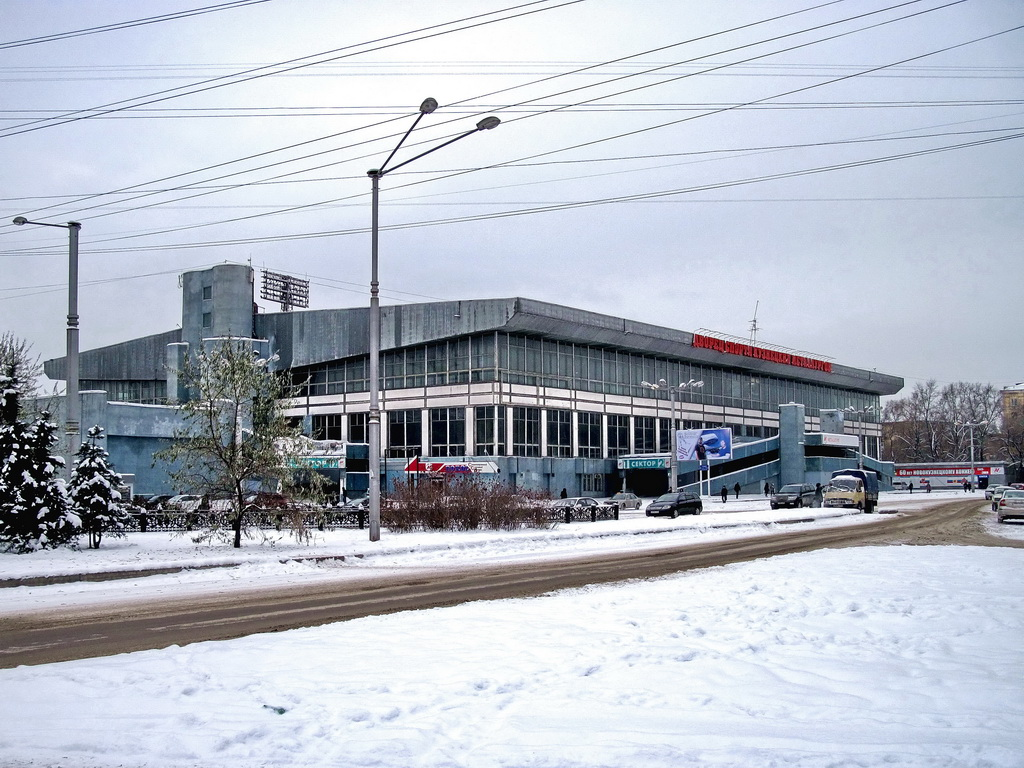
Palazzo dello Sport di Metallurg Novokuzneck.

La Metallurg Novokuzneck (russo: Металлург Новокузнецк) è una squadra di hockey su ghiaccio russa, con sede a Novokuzneck che gioca nella Kontinental Hockey League. Lo stadio di casa è il Kuznetskie Metallurgi Sports Palace che ha una capienza di 8.040 spettatori ed è stato aperto al pubblico nel 1984. I colori ufficiali della squadra di hockey del Kuzbass del Sud sono il bianco, il nero ed il rosso.

## Storia
È stata fondata come Metallurg Stalinsk nel 1949, ed ha preso il nome attuale nel 1961. Nel 1960 la squadra diventò Campione della Federazione Russa diventando un membro costante della serie "A" dell'URSS. Il miglior risultato raggiunto nei Campionati dell'URSS è il nono posto nella stagione 1965-1966. Della squadra pluricampione dell'Unione Sovietica fu un membro anche l'attaccante Oleg Korolenko, cresciuto nel Novokuzneck.
Nel 1992 il Metallurg Novokuzneck ha partecipato alla Mežnacionalnaja Hockejnaja Liga. Nella stagione 1998-1999 il Metallurg Novokuzneck ha conquistato il secondo posto in Russian Superleague, mentre è giunto terzo nel campionato successivo. Nel palmarès la formazione conta anche tre successi nella seconda serie nazionale, la VHL.

## Piazzamenti recenti
- Stagione 1999/2000 - 3º posto.
- Stagione 2000/2001 - 12º posto.
- Stagione 2002/2003 - 9º posto.
- Stagione 2003/2004 - 5º posto.
- Stagione 2004/2005 - 7º posto.
- Stagione 2005/2006 - 16º posto.
- Stagione 2006/2007 - 16º posto.
- Stagione 2007/2008 - 17º posto.
- Stagione 2008/2009 - 21º posto.
- Stagione 2009/2010 - 24º posto.
- Stagione 2010/2011 - 23º posto.
- Stagione 2011/2012 - 17º posto.

## Giocatori famosi

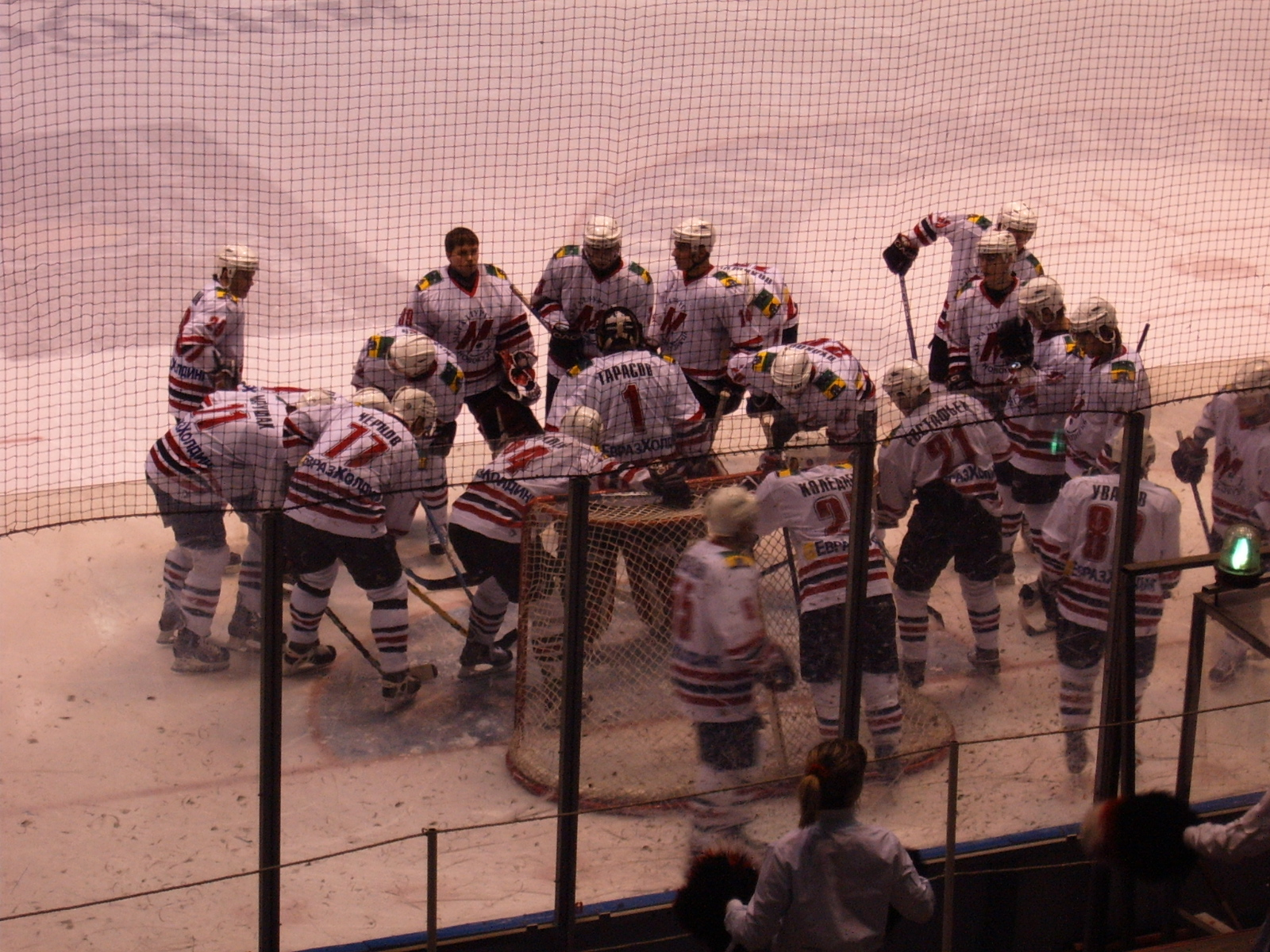
Il Metallurg Novokuzneck nel 2005

Sergej Zinov'ev nato a Prokopyevsk che ha giocato nel Metallurg Novokuzneck nella stagione 1998/99 diventò il primo campione nel mondo dell'Oblast' di Kemerovo con la Nazionale della Russia nel 2008 in Canada.

## Palmarès
- Vysšaja Liga: 3

1964, 1966, 1971